# Chalepoxenus tauricus
Chalepoxenus tauricus är en myrart som beskrevs av Alexander G. Radchenko 1989. Chalepoxenus tauricus ingår i släktet Chalepoxenus och familjen myror. IUCN kategoriserar arten globalt som sårbar. Inga underarter finns listade i Catalogue of Life.